# Ibrahim Meer
Ibrahim Meer (en árabe: ابراهيم مير عبدالرحمن‎, Sarja, Emiratos Árabes Unidos; 16 de julio de 1967) es un exfutbolista de los Emiratos Árabes Unidos que jugaba en la posición de defensa. Su hermano gemelo Eissa también fue futbolista.

## Carrera

### Club
Jugó toda su carrera con el Sarja FC de 1985 a 1997, con el que fue campeón nacional en cuatro ocasiones y ganó tres copas nacionales.

### Selección nacional
Jugó para Emiratos Árabes Unidos en 57 ocasiones entre 1988 y 1996 sin anotar goles, participó en la Copa Mundial de Fútbol de 1990 y en dos ediciones de la Copa Asiática.

## Logros
- UAE Pro League: 4

1986–87, 1988–89, 1993–94, 1995–96
- División 1 de EAU: 1

1992-93
- Copa Presidente de Emiratos Árabes Unidos: 2

1990–91, 1994–95
- Supercopa de los Emiratos Árabes Unidos: 1

1994